# Monts Ozarks
Pour les articles homonymes, voir Ozark.

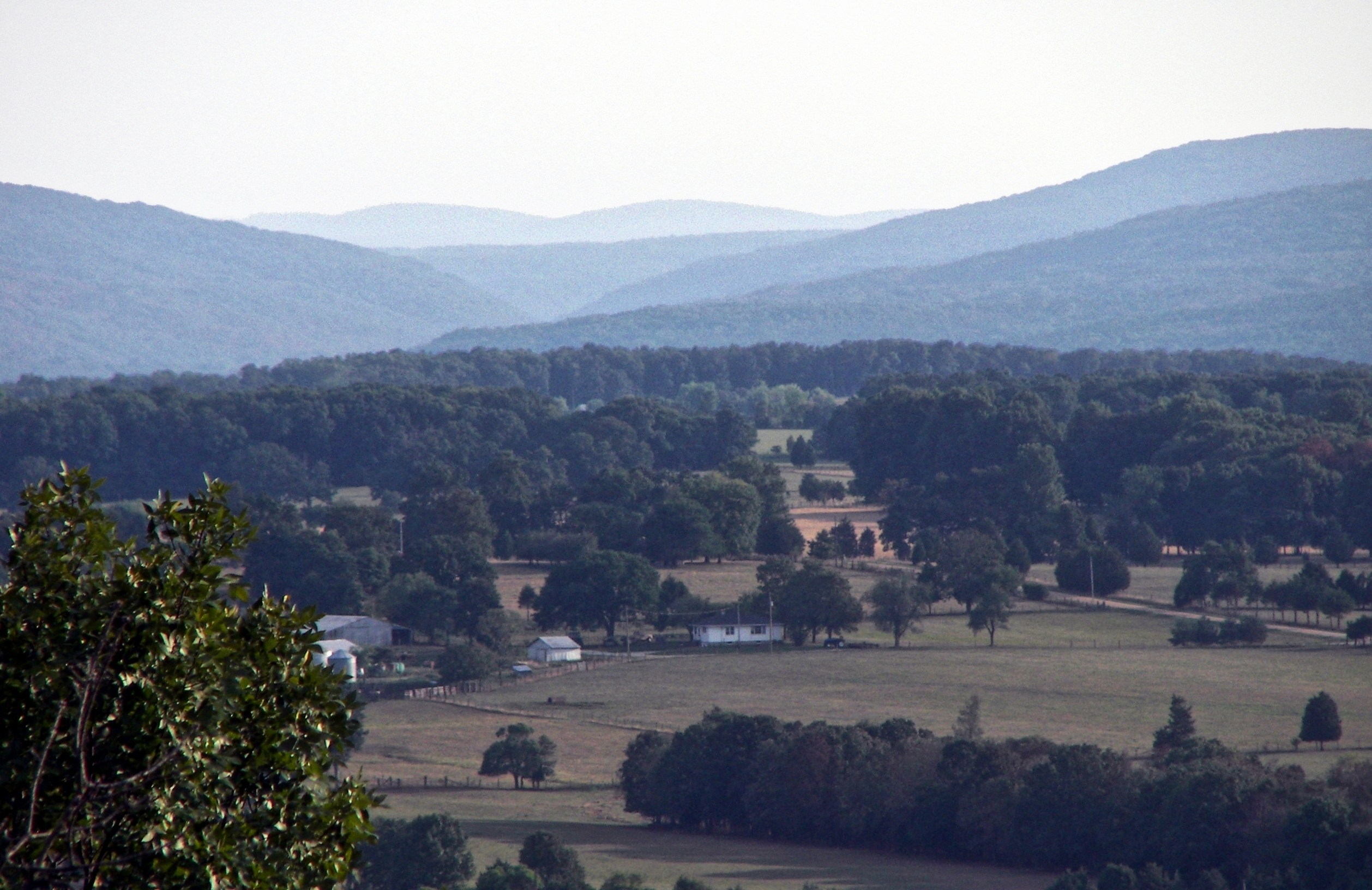
Les montagnes Saint-François, au cœur du plateau.

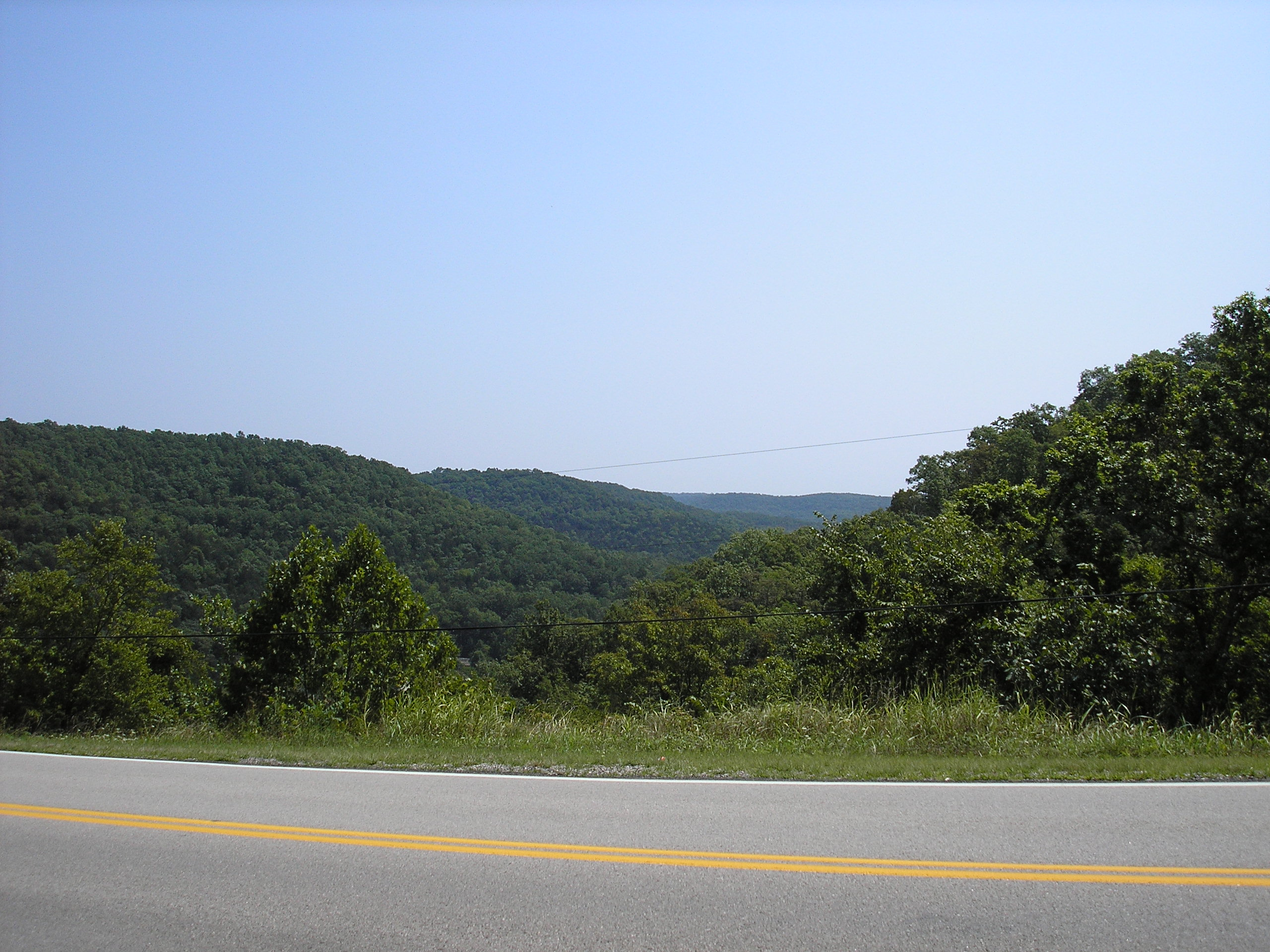
Les monts Ozark.

Les monts Ozarks, plateau Ozark ou Ozarks, sont une région accidentée dans un plateau érodé d'environ 122 000 km2. Ils s'étendent principalement sur les États américains du Missouri, de l'Arkansas, de l'Oklahoma et l'extrême sud-est du Kansas, entre les rivières Arkansas et Missouri. 

## Géographie
Deux massifs de montagnes composent les Ozarks : les monts Boston de l’Arkansas et les montagnes Saint-François du Missouri. Buffalo Lookout, le point culminant des Ozarks à 781 mètres, est situé dans les monts Boston. Géologiquement, la région est un large dôme avec le noyau exposé dans les anciennes montagnes de Saint-François. Les Ozarks couvrent près de 120 000 km2, ce qui en fait la région montagneuse la plus étendue entre les Appalaches et les montagnes Rocheuses. Associés aux montagnes Ouachita plus au sud, la région est connue sous le nom de Hauts plateaux intérieurs des États-Unis.

### Hydrographie
Au cœur du plateau des monts Ozark s'élèvent les montagnes Saint-François. Plusieurs cours d'eau prennent leurs sources dans les monts Ozark :
- Rivière l'Anguille ;
- Rivière Black (Arkansas) ;
- Rivière Bourbeuse ;
- Rivière Castor (Missouri) ;
- Rivière Current ;
- Rivière Gasconade ;
- Rivière Meramec ;
- Rivière Osage ;
- Rivière Pomme de Terre (Missouri) ;
- Rivière Saint Francis.

## Activités
Le chemin de randonnée des Ozarks (Ozark Highlands National Recreation Trail), long de 560 km, est l'un des plus longs parmi le bon millier de National Recreation Trails. Créé par le National Trails System Act de 1968, ce réseau a essaimé dans les cinquante États du territoire américain. Quoique bénéficiant du label fédéral, le chemin des Ozarks et bien d'autres dépendent en grande partie de bénévoles. Après sa création, des bénévoles issus de vingt États ont consacré plus de 350 000 heures à prolonger et entretenir ce sentier.
Les Ozarks contiennent des gisements de minerai de plomb, de zinc, de fer et de baryte exploités dès le XVIIIe siècle. Beaucoup de ces gisements ont été épuisés par des activités minières historiques, mais il en reste beaucoup et est actuellement exploité dans la ceinture de plomb du sud-est du Missouri. Historiquement, la ceinture de plomb autour des montagnes Saint-François et la zone minière de plomb-zinc du district des trois États autour de Joplin, au Missouri, ont été d’importantes sources de métaux. Les pratiques minières courantes au début du 20e siècle ont laissé d’importants problèmes de mines souterraines abandonnées et une contamination par des métaux lourds dans la couche arable et les eaux souterraines dans le district des trois États,.